# La même
La même is een nummer van de Frans-Congolese rapper Maître Gims en de Franse zanger Vianney uit 2018. Het is de derde single van Gims' tweede studioalbum Ceinture noire.
Het vrolijke, zomerse nummer werd een gigantische hit in Franstalig Europa. Het bereikte de nummer 1-positie in Frankrijk. Buiten het Franse taalgebied verwierf het nummer ook populariteit in Vlaanderen, waar het een bescheiden 26e positie behaalde in de Vlaamse Ultratop 50.